# Bioussac
Bioussac est une commune du Sud-Ouest de la France située dans le département de la Charente, en région Nouvelle-Aquitaine.
Ses habitants sont appelés les Bioussacois ou les Bioussacais.

## Géographie

### Localisation et accès
Bioussac est une commune située au nord du département de la Charente située à 6 km à l'est de Ruffec.
Bioussac est aussi à 5 km au nord-ouest de Nanteuil-en-Vallée, 11 km de Champagne-Mouton, 13 km de Civray, 31 km de Confolens. Angoulême, la préfecture, est à 43 km au sud.
La D.740 de Niort à Confolens par Chef-Boutonne et Ruffec passe à 1 km au sud du bourg. D'autres routes départementales de moindre importance traversent la commune et le bourg : la D 56, nord-sud vers Verteuil et Mansle, la D 176, du nord-ouest au sud-est, et la D 197 vers l'ouest et Ruffec. La N 10 de Poitiers à Angoulême et Bordeaux passe à Ruffec.
La gare la plus proche est celle de Ruffec, desservie par des TER à destination d'Angoulême et de Poitiers.

### Hameaux et lieux-dits
Le bourg n'est pas plus important qu'un hameau.
À l'ouest on trouve Oyer, au sud-est le château de l'Abrègement et la Bayette, au sud Rimbert sur la route de Ruffec à Confolens et au nord Bois Régnier. On trouve aussi de nombreuses fermes.

### Communes limitrophes
|        | Taizé-Aizie |                    |
| Condac | Bioussac    | Nanteuil-en-Vallée |
| Barro  |             |                    |

### Géologie et relief
Géologiquement, la commune est dans le calcaire du Jurassique du Bassin aquitain, comme tout le Nord-Charente. Le Bathonien apparaît sur les flancs de la vallée de la Lizonne et de la Charente à l'ouest, ainsi qu'une petite zone de Callovien (ouest d'Oyer). Le plateau est toutefois recouvert en grande partie par des altérites sous forme d'argile à silex (appelée aussi argile rouge à châtaigniers). On trouve aussi une zone de sable argileux à galets à la Tuilerie. Des alluvions du Quaternaire occupent les vallées (Lizonne et Charente), dont les plus anciennes se sont accumulées en une terrasse au nord-ouest,,.
Le relief de la commune est celui d'un plateau assez irrégulier, d'une altitude moyenne de 130 m, bordé au nord-ouest par la vallée de la Charente et traversé en son centre par celle de la Lizonne.
Le point culminant de la commune est à une altitude de 162 m, situé dans le bois du Reclous sur la limite sud (borne IGN). Le point le plus bas est à 84 m, situé le long de la Charente sur la limite ouest. Le bourg, surplombant la vallée de la Lizonne sur sa rive sud, est à 120 m d'altitude.

### Hydrographie

#### Réseau hydrographique
La commune est située dans le bassin versant de la Charente au sein  du Bassin Adour-Garonne. Elle est drainée par la Charente, la Lizonne et un bras de la Charente, qui constituent un réseau hydrographique de 5 km de longueur totale,.
La Charente, d'une longueur totale de 381,4 km, prend sa source en Haute-Vienne, dans la commune de Chéronnac, et se jette dans le Golfe de Gascogne, après avoir traversé 117 communes. La Charente limite la commune au nord-ouest.
La Lizonne, petit affluent de la Charente en rive gauche, d'une longueur totale de 15,7 km, prend sa source dans la commune de Bouchage et se jette dans la Charente à Taizé-Aizie, après avoir traversé 4 communes.

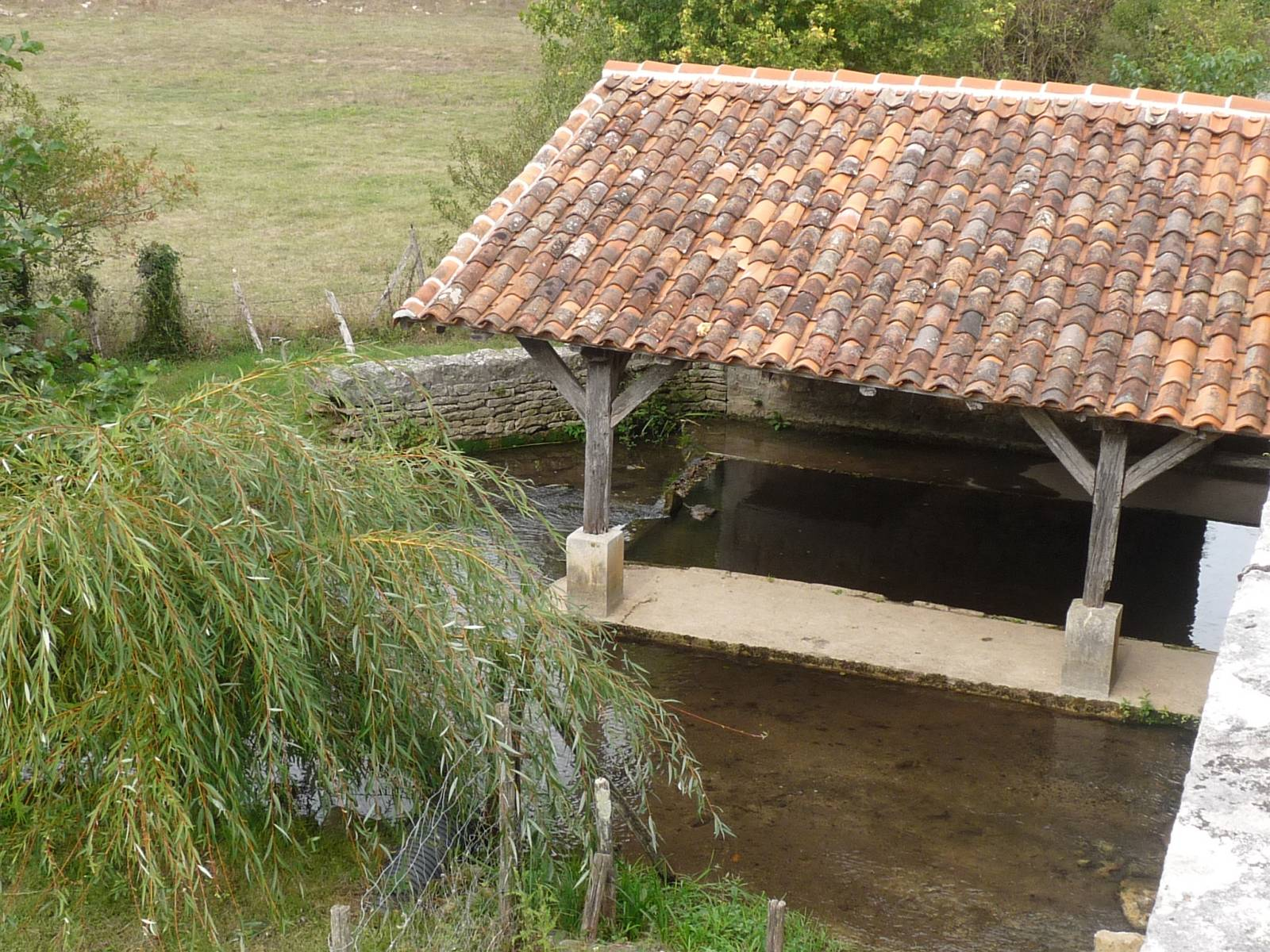
La Lizonne au pied du bourg.
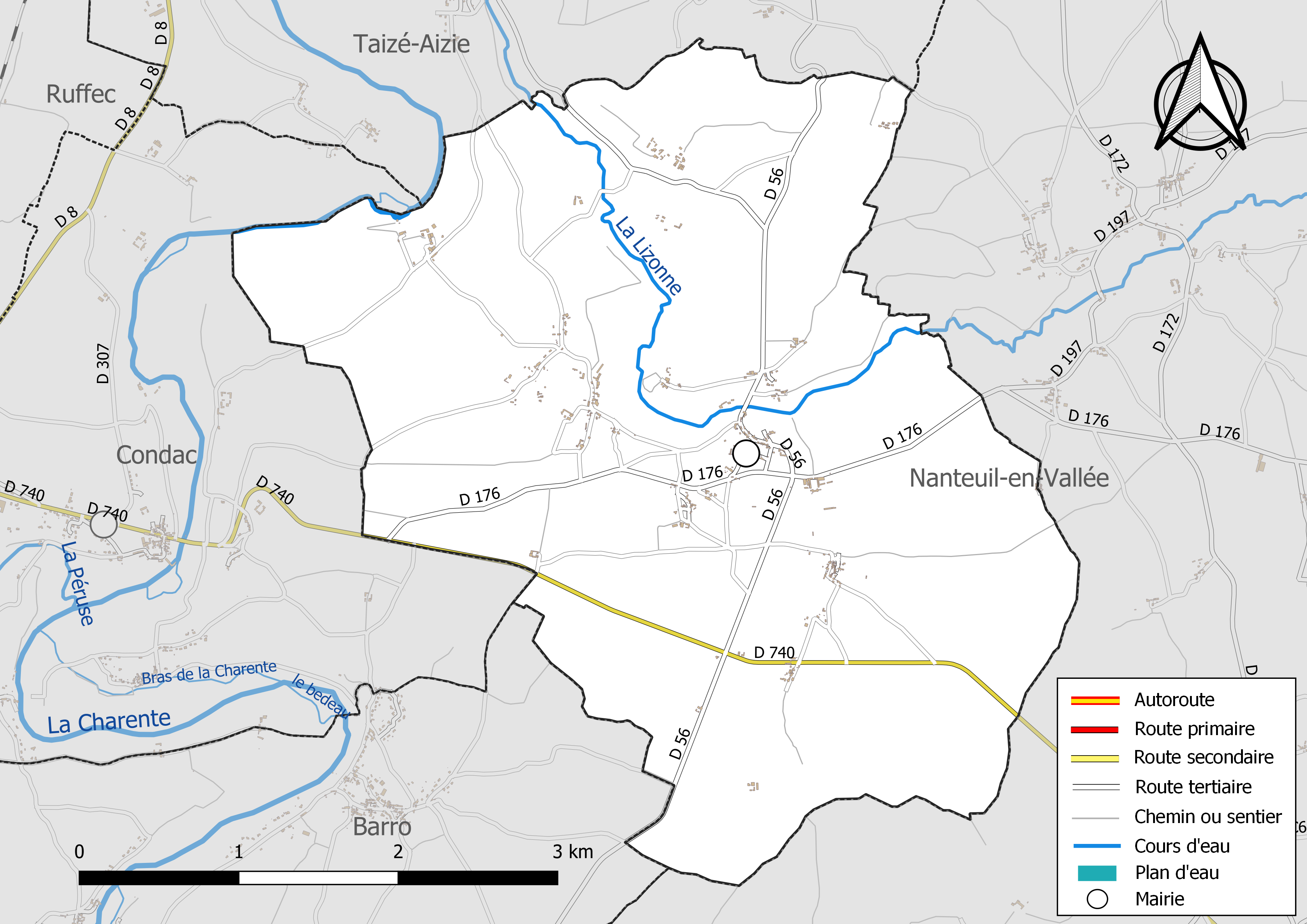
Réseaux hydrographique et routier de Bioussac.

#### Gestion des cours d'eau
Le territoire communal est couvert par le schéma d'aménagement et de gestion des eaux (SAGE) « Charente ». Ce document de planification, dont le territoire correspond au bassin de la Charente, d'une superficie de 9 300 km2, a été approuvé le 19 novembre 2019. La structure porteuse de l'élaboration et de la mise en œuvre est l'établissement public territorial de bassin Charente. Il définit sur son territoire les objectifs généraux d’utilisation, de mise en valeur et de protection quantitative et qualitative des ressources en eau superficielle et souterraine, en respect des objectifs de qualité définis dans le troisième SDAGE  du Bassin Adour-Garonne qui couvre la période 2022-2027, approuvé le 10 mars 2022.

### Climat
Comme dans les trois quarts sud et ouest de la Charente, le climat est océanique aquitain, légèrement dégradé au nord du département.

### Végétation
La commune est riche en bois.

## Urbanisme

### Typologie
Au 1er janvier 2024, Bioussac est catégorisée commune rurale à habitat très dispersé, selon la nouvelle grille communale de densité à 7 niveaux définie par l'Insee en 2022.
Elle est située hors unité urbaine. Par ailleurs la commune fait partie de l'aire d'attraction de Ruffec, dont elle est une commune de la couronne,. Cette aire, qui regroupe 30 communes, est catégorisée dans les aires de moins de 50 000 habitants,.

### Occupation des sols
L'occupation des sols de la commune, telle qu'elle ressort de la base de données européenne d’occupation biophysique des sols Corine Land Cover (CLC), est marquée par l'importance des territoires agricoles (74 % en 2018), en diminution par rapport à 1990 (76,3 %). La répartition détaillée en 2018 est la suivante : 
terres arables (47,4 %), forêts (18 %), zones agricoles hétérogènes (16,4 %), prairies (10,2 %), milieux à végétation arbustive et/ou herbacée (8 %). L'évolution de l’occupation des sols de la commune et de ses infrastructures peut être observée sur les différentes représentations cartographiques du territoire : la carte de Cassini (XVIIIe siècle), la carte d'état-major (1820-1866) et les cartes ou photos aériennes de l'IGN pour la période actuelle (1950 à aujourd'hui).

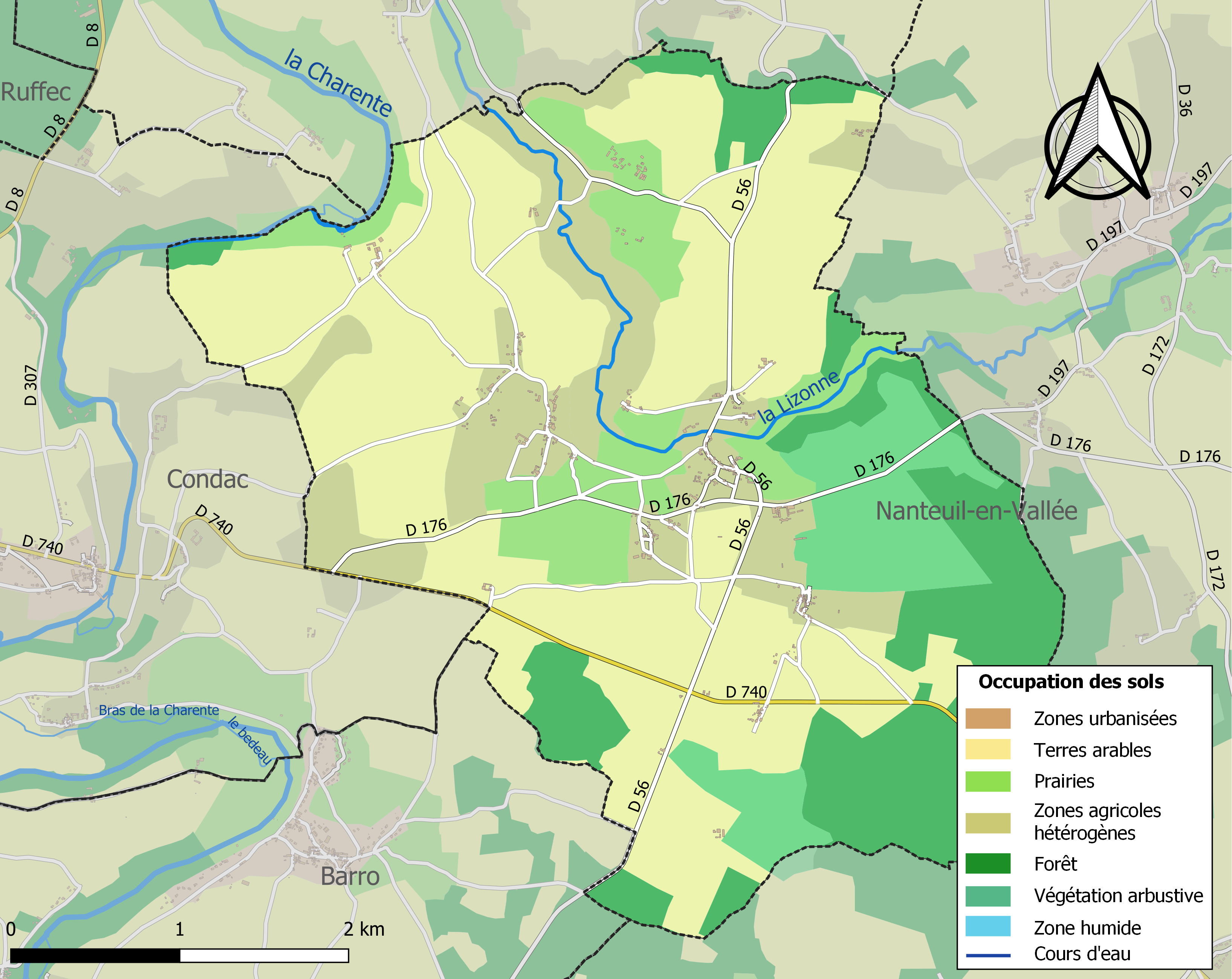
Carte des infrastructures et de l'occupation des sols de la commune en 2018 (CLC).

### Risques majeurs
Le territoire de la commune de Bioussac est vulnérable à différents aléas naturels : météorologiques (tempête, orage, neige, grand froid, canicule ou sécheresse), inondations et séisme (sismicité modérée). Il est également exposé à un risque technologique, la rupture d'un barrage. Un site publié par le BRGM permet d'évaluer simplement et rapidement les risques d'un bien localisé soit par son adresse soit par le numéro de sa parcelle.

#### Risques naturels
Certaines parties du territoire communal sont susceptibles d’être affectées par le risque d’inondation par débordement de cours d'eau, notamment la Charente et la Lizonne. La commune a été reconnue en état de catastrophe naturelle au titre des dommages causés par les inondations et coulées de boue survenues en 1982, 1983, 1993 et 1999,.

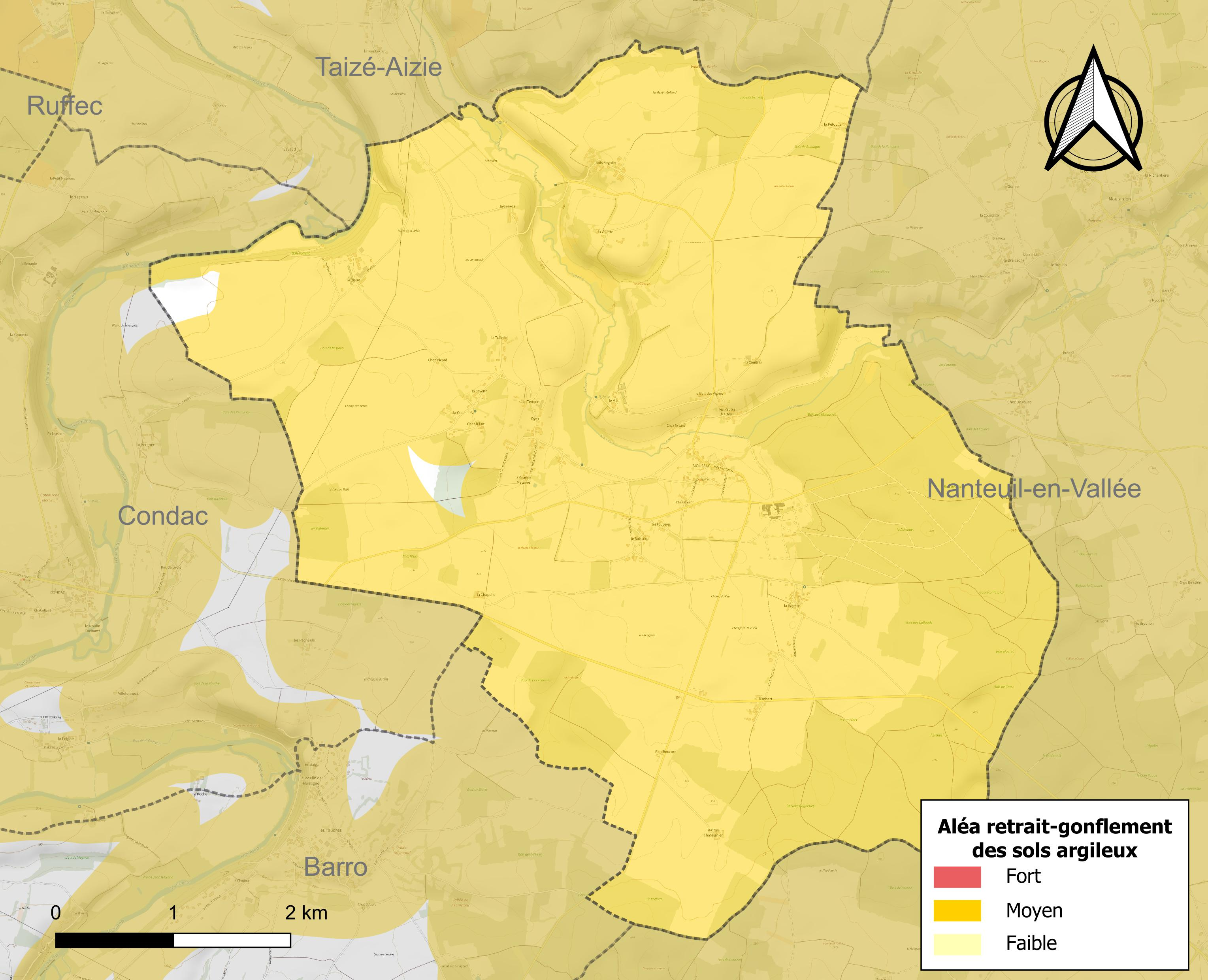
Carte des zones d'aléa retrait-gonflement des sols argileux de Bioussac.

Le retrait-gonflement des sols argileux est susceptible d'engendrer des dommages importants aux bâtiments en cas d’alternance de périodes de sécheresse et de pluie. 99,1 % de la superficie communale est en aléa moyen ou fort (67,4 % au niveau départemental et 48,5 % au niveau national). Sur les 157 bâtiments dénombrés sur la commune en 2019, 157 sont en aléa moyen ou fort, soit 100 %, à comparer aux 81 % au niveau départemental et 54 % au niveau national. Une cartographie de l'exposition du territoire national au retrait gonflement des sols argileux est disponible sur le site du BRGM,.
Par ailleurs, afin de mieux appréhender le risque d’affaissement de terrain, l'inventaire national des cavités souterraines permet de localiser celles situées sur la commune.
Concernant les mouvements de terrains, la commune a été reconnue en état de catastrophe naturelle au titre des dommages causés par des mouvements de terrain en 1999.

#### Risques technologiques
La commune est en outre située en aval du barrage de Mas Chaban, un ouvrage de classe A. À ce titre elle est susceptible d’être touchée par l’onde de submersion consécutive à la rupture de cet ouvrage.

## Toponymie
Les formes anciennes sont Buzaico en 1280, Biossaco en 1440.
L'origine du nom de Bioussac remonterait à un nom de personne gallo-roman Bituitius (ou gaulois Betuscius selon Dauzat), auquel est apposé le suffixe -acum, ce qui correspondrait au « domaine de Bituitius »,.

## Histoire
La présence de vestiges préhistoriques et antiques signe l'ancienneté de l'occupation. Des photos aériennes montrent au Bois de la Croix des traces de constructions d'époque indéterminée.
Au XIe siècle, Bioussac, dans la province de l'Angoumois, dépendait sur le point de vue religieux du diocèse de Poitiers.
L'Abrègement était jusqu'au XVIIIe siècle la propriété de la famille de Massacré. C'était un fief dépendant de la baronnie de Verteuil. En 1750, l'Abrègement est passé par mariage à la famille d'Hémery, qui le possède encore.

## Administration

### Liste des maires
| Période                                  | Période  | Identité       | Étiquette | Qualité              |
| ---------------------------------------- | -------- | -------------- | --------- | -------------------- |
| 2001                                     | 2008     | Alain Pénichon |           |                      |
| 2008                                     | En cours | Nicolas Wisser | PS        | Maraîcher biologique |
| Les données manquantes sont à compléter. |          |                |           |                      |

### Politique environnementale
Dans son palmarès 2024, le Conseil national de villes et villages fleuris de France a attribué une fleur à la commune.

## Démographie

### Évolution démographique
L'évolution du nombre d'habitants est connue à travers les recensements de la population effectués dans la commune depuis 1793. Pour les communes de moins de 10 000 habitants, une enquête de recensement portant sur toute la population est réalisée tous les cinq ans, les populations de référence des années intermédiaires étant quant à elles estimées par interpolation ou extrapolation. Pour la commune, le premier recensement exhaustif entrant dans le cadre du nouveau dispositif a été réalisé en 2005.

En 2022, la commune comptait 208 habitants, en évolution de −8,77 % par rapport à 2016 (Charente : −0,48 %, France hors Mayotte : +2,11 %).
| 1793 | 1800 | 1806 | 1821 | 1831 | 1841 | 1846 | 1851 | 1856 |
| ---- | ---- | ---- | ---- | ---- | ---- | ---- | ---- | ---- |
| 542  | 446  | 467  | 513  | 634  | 595  | 630  | 638  | 658  |

| 1861 | 1866 | 1872 | 1876 | 1881 | 1886 | 1891 | 1896 | 1901 |
| ---- | ---- | ---- | ---- | ---- | ---- | ---- | ---- | ---- |
| 621  | 598  | 602  | 600  | 590  | 573  | 551  | 561  | 541  |

| 1906 | 1911 | 1921 | 1926 | 1931 | 1936 | 1946 | 1954 | 1962 |
| ---- | ---- | ---- | ---- | ---- | ---- | ---- | ---- | ---- |
| 503  | 531  | 510  | 530  | 522  | 527  | 516  | 464  | 469  |

| 1968 | 1975 | 1982 | 1990 | 1999 | 2005 | 2006 | 2010 | 2015 |
| ---- | ---- | ---- | ---- | ---- | ---- | ---- | ---- | ---- |
| 383  | 311  | 224  | 244  | 226  | 217  | 219  | 228  | 230  |

| 2020 | 2022 | - | - | - | - | - | - | - |
| ---- | ---- | - | - | - | - | - | - | - |
| 209  | 208  | - | - | - | - | - | - | - |

### Pyramide des âges
La population de la commune est relativement âgée. En 2018, le taux de personnes d'un âge inférieur à 30 ans s'élève à 23,9 %, soit en dessous de la moyenne départementale (30,2 %). À l'inverse, le taux de personnes d'âge supérieur à 60 ans est de 37,8 % la même année, alors qu'il est de 32,3 % au niveau départemental.
En 2018, la commune comptait 111 hommes pour 110 femmes, soit un taux de 50,23 % d'hommes, légèrement supérieur au taux départemental (48,41 %).
Les pyramides des âges de la commune et du département s'établissent comme suit.
| Hommes | Classe d’âge | Femmes |
| ------ | ------------ | ------ |
| 0,0    | 90 ou +      | 1,0    |
| 13,3   | 75-89 ans    | 11,5   |
| 25,7   | 60-74 ans    | 24,0   |
| 18,1   | 45-59 ans    | 17,3   |
| 21,0   | 30-44 ans    | 20,2   |
| 6,7    | 15-29 ans    | 5,8    |
| 15,2   | 0-14 ans     | 20,2   |

| Hommes | Classe d’âge | Femmes |
| ------ | ------------ | ------ |
| 1      | 90 ou +      | 2,7    |
| 9,2    | 75-89 ans    | 12     |
| 20,6   | 60-74 ans    | 21,3   |
| 20,7   | 45-59 ans    | 20,3   |
| 16,8   | 30-44 ans    | 16     |
| 15,6   | 15-29 ans    | 13,4   |
| 16,1   | 0-14 ans     | 14,3   |

## Équipements, services et vie locale

### Vivre à Bioussac
La fête patronale est pour la Saint-Pierre-les-Liens.
La fête communale a lieu le dernier dimanche de juin.

## Lieux et monuments
L'église paroissiale Saint-Pierre date du XIXe siècle. Elle remplace l'ancienne, qui datait du XIe siècle et était dans l'ancien diocèse de Poitiers, et qui a été le siège d'un archiprêtré de 1655 à 1792. Elle fut démolie sur l'initiative du maire Jean Ferdinand Pol d'Hémery, aussi propriétaire du château de l'Abrègement, pour être reconstruite. Elle fut consacrée en 1864. En 1928, trois cloches furent baptisées.
Le petit logis, proche de l'église rectangulaire avec une tour d'escalier circulaire, date du XVe siècle.
Le logis d'Oyer daterait du XVIe siècle.
Le parc de l'Abrègement a été classé jardin remarquable, au nombre de quatre en Charente. Le château a été reconstruit en grande partie au XVIIIe siècle et remanié au XIXe siècle. Le domaine avec son château est inscrit monument historique depuis 2014.

Monuments de Bioussac
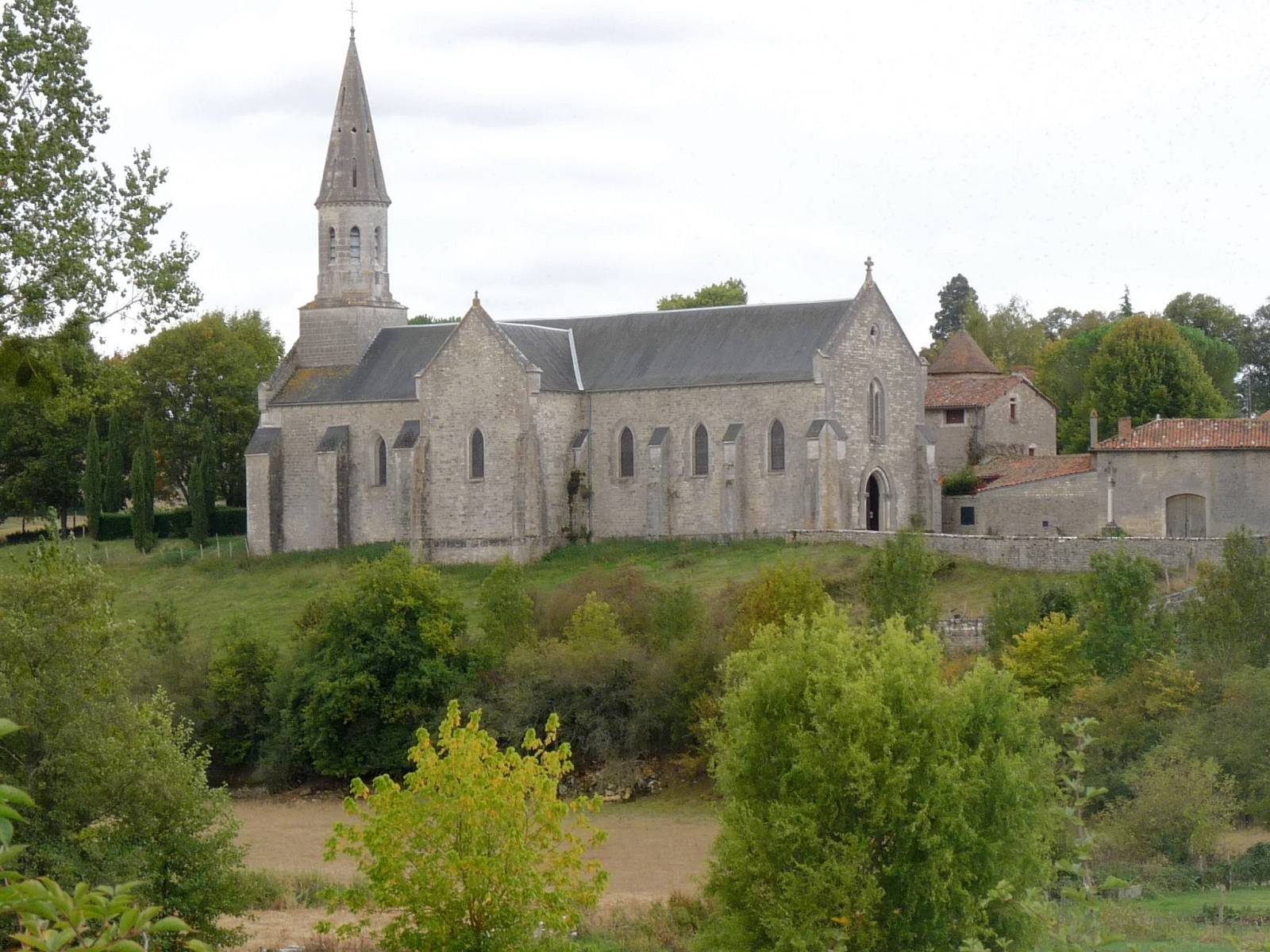
L'église Saint-Pierre surplombant la Lizonne.
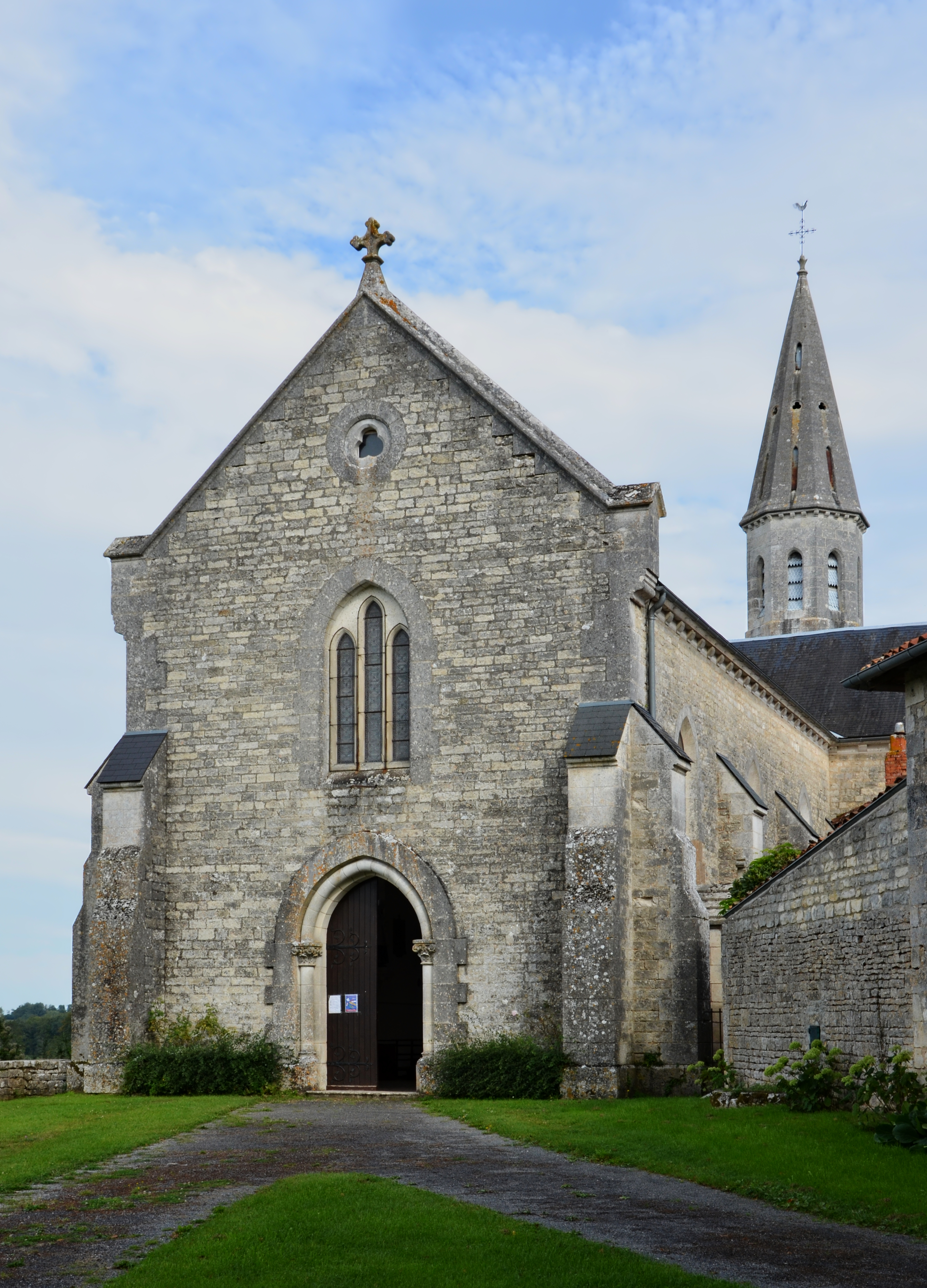
Façade de l'église.
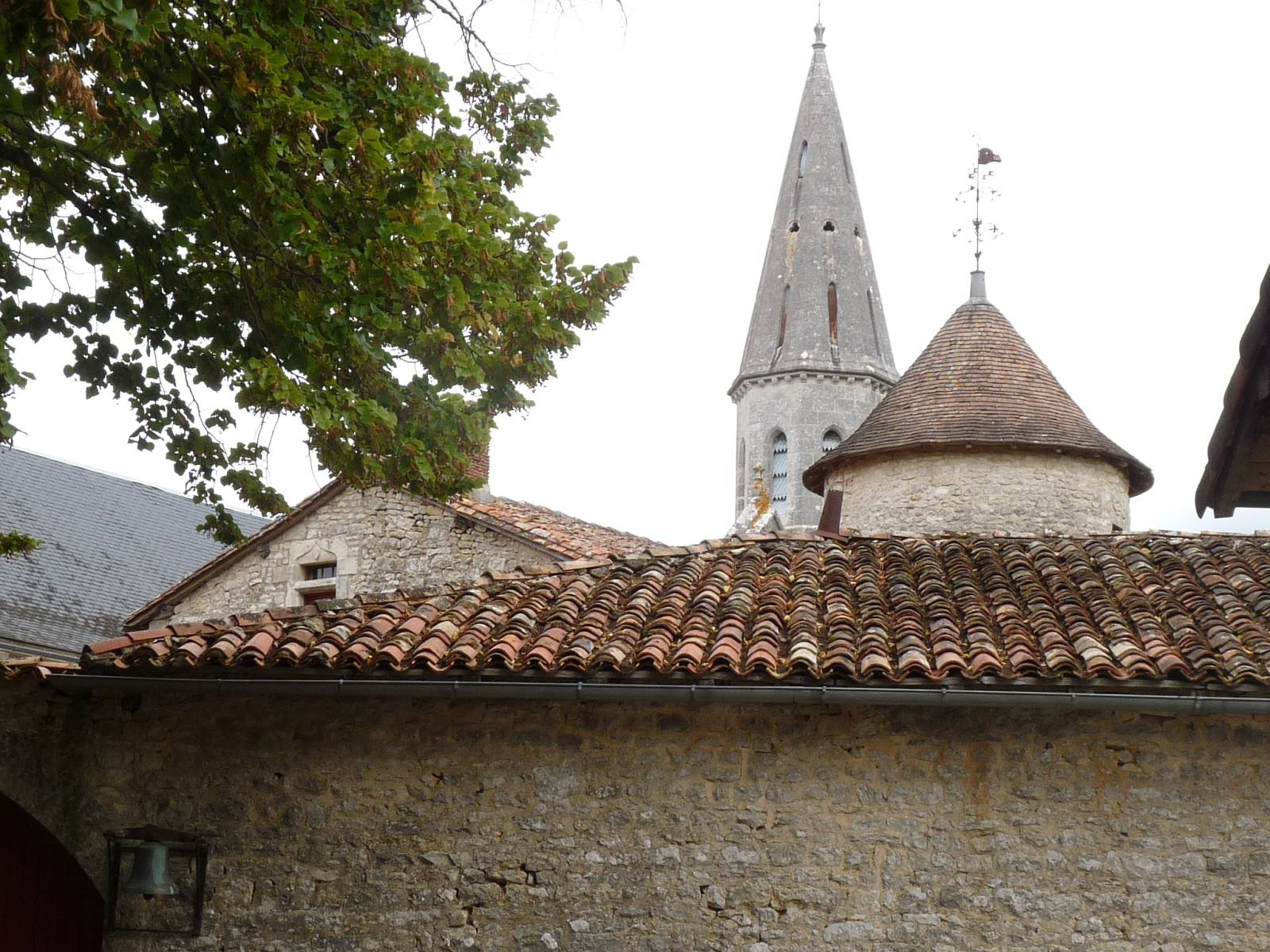
Le logis près de l'église.
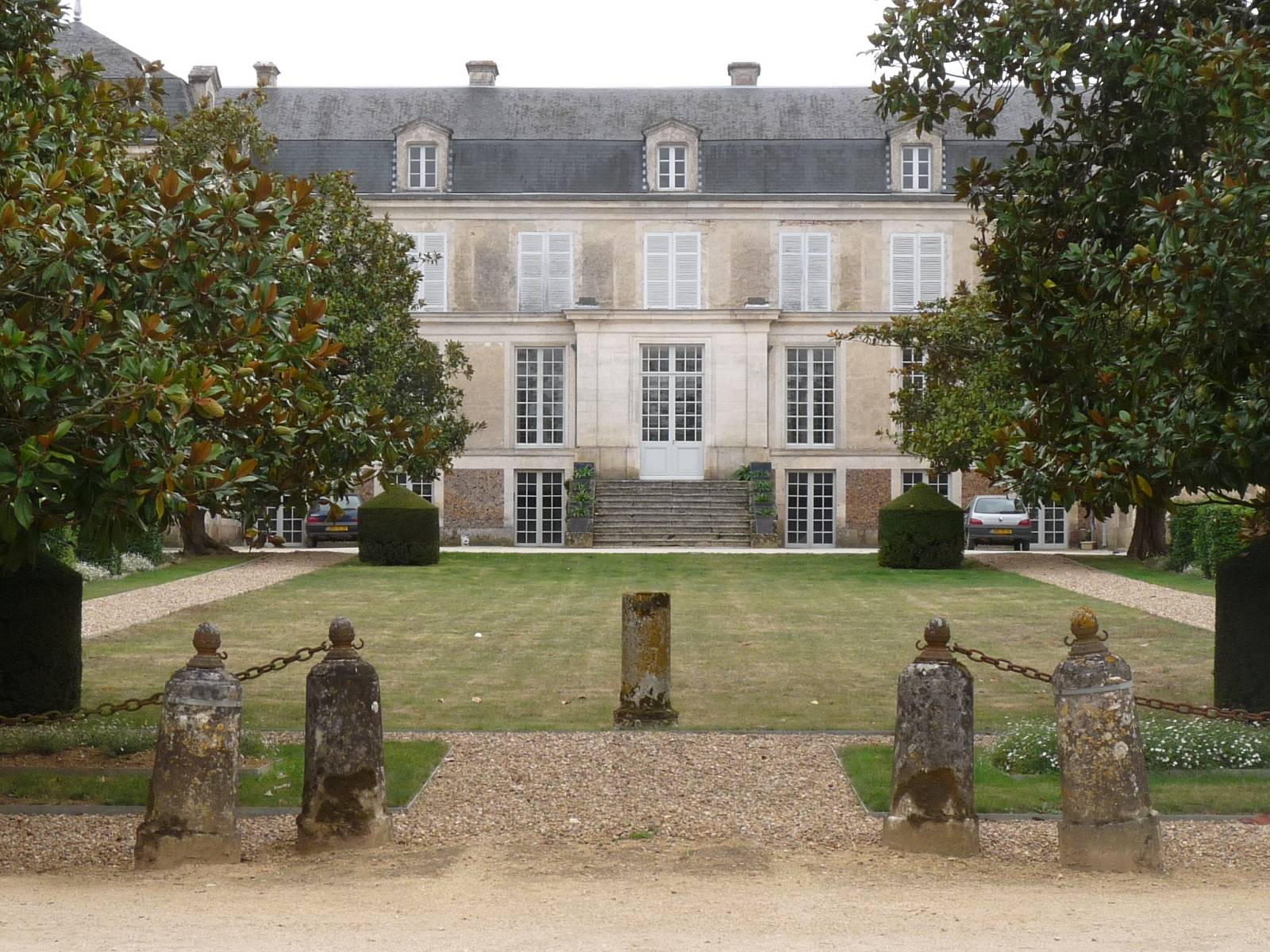
Le château de l'Abrègement.

## Personnalités liées à la commune
- Édouard de Montjou (1856-1942), homme politique, député de la Vienne sous la IIIe République de 1902 à 1906 et de 1910 à 1932, né à Bioussac.